# Androïde

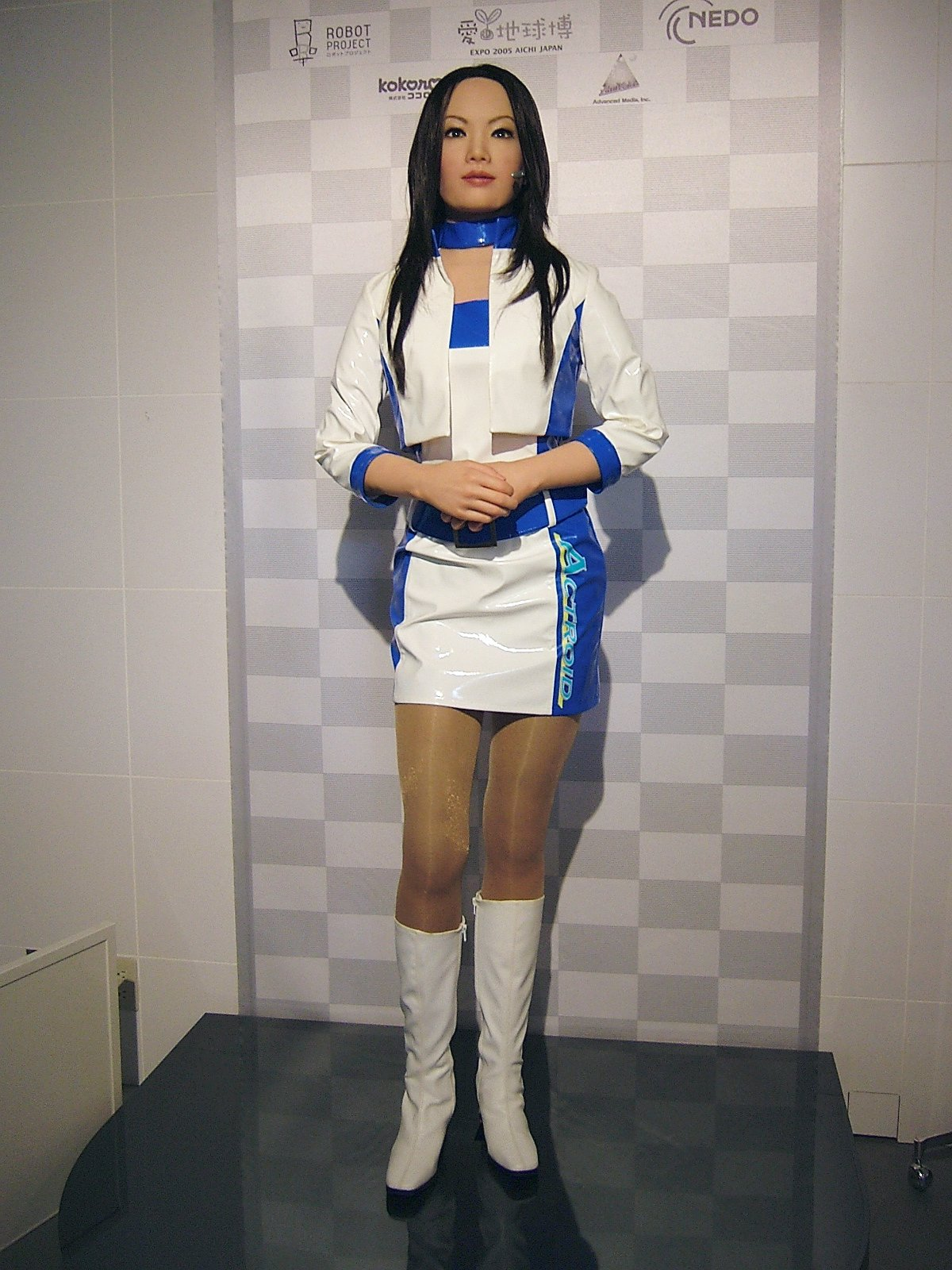
Actroid-DER, een humanoïde robot.

Een androïde is een, kunstmatig gemaakte, op een mens gelijkende entiteit.
In tegenstelling tot de meer specifieke termen als robot (een mechanisch wezen) en een cyborg (een wezen dat gedeeltelijk bestaat uit organische en mechanische onderdelen) wordt de term androïde in de literatuur en andere media gebruikt voor een aantal verschillende typen kunstmatig gemaakte wezens die vooral veel lijken op een mens. Met de term androïde kan dan ook een van de volgende wezens worden bedoeld:
- een humanoïde robot
- een cyborg of een humane-robot
- een kunstmatig, voornamelijk organisch, wezen
- een ledenpop van hout, waarvan de leden bewogen kunnen worden.

De term androïde is afgeleid uit een samenstelling van Oudgrieks woorden ἀνήρ (anēr, man of mens) en εἶδος (eidos, beeld, vorm, gestalte). Een androïde is dus een wezen dat lijkt op een mens, maar het niet is. In het dagelijks gebruik is een androïde echter een robotisch wezen, een mechanische en mogelijk elektrische entiteit met een lichaam dat lijkt op een mens. Een vrouwelijke variant wordt ook wel een gynoid of fembot genoemd.
De menselijke vorm is bepaald niet ideaal voor een robot. Menselijke lichamen zijn inherent instabiel en een androïde die niet omvalt, wel goed stuurbaar is en op twee benen kan lopen, is dus moeilijk te bouwen. Daar echter onze leefomgeving over het algemeen ingericht is om door mensen gebruikt te worden, ligt het toch voor de hand robots in menselijke vorm te gieten als men die in de leefomgeving wil gebruiken. Ook blijkt de mens zich prettiger te voelen bij interactie met een mens-achtig wezen dan met bijvoorbeeld een computerscherm. Derhalve wordt door vooraanstaande robot-laboratoria zoals die van het MIT en verschillende instituten in Japan gewerkt aan androïden.
Wanneer een androïde sterk op een mens lijkt maar je toch ziet dat het net niet echt is dan kan dit ongemakkelijk voelen. Dit wordt de griezelvallei (uncanny valley). Een androïde zou ofwel duidelijk herkenbaar als robot moeten zijn of juist (bijna) niet te onderscheiden van een mens om geaccepteerd te worden.

## Sciencefiction
Androïden zijn een blijvende fascinatie voor mensen en zeker voor bouwers van robots – voornamelijk gedreven door het voorkomen van androïden in sciencefiction. De natuurlijkere interactie tussen mensen en mensachtigen maakt het voor sci-fi auteurs makkelijker om van mensachtigen gebruik te maken dan van robots die niet op mensen lijken. Diezelfde interactie maakt mensachtige robots fascinerend voor lezers en toeschouwers. De term "androïde" werd voor het eerst gebruikt door Mathias Villiers de l'Isle-Adam in zijn werk De Eva van morgen (1886).

### Voorbeelden
Voorbeelden van androïden in de sciencefiction zijn luitenant-Commander Data uit Star Trek en C-3PO uit Star Wars. Ook in Bicentennial Man, A.I.: Artificial Intelligence, Blade Runner, Dragon Ball Z, Stargate SG-1, Ex Machina, De vrouwen van Stepford en Westworld komen androïden voor.